# Elxan Abdullayev
Elxan Abdullayev, ros. Эльхан Руслан оглы Абдуллаев, Elchan Rusłan ogły Abdułłajew (ur. 19 maja 1970 w Baku, Azerbejdżańska SRR) – azerski piłkarz, grający na pozycji obrońcy, a wcześniej pomocnika, trener piłkarski. Syn znanego trenera Ruslana Abdullayeva.

## Kariera piłkarska

### Kariera klubowa
W 1990 rozpoczął karierę piłkarską w MCOP Termist Baku, który potem zmienił nazwę na Dinamo. W 1992 przeszedł do Azeri Baku, a po pół roku przeniósł się do Turana Tovuz. W 1995 wyjechał do Słowacji, gdzie bronił barw klubów PFK Piešťany i FK AS Trenčín. W 1996 roku powrócił do ojczyzny i potem występował w Xəzri Buzovna Baku, w którym zakończył karierę piłkarza.

## Kariera trenerska
Po zakończeniu kariery piłkarza rozpoczął pracę szkoleniowca. W 2000 roku stał na czele Dinamo Baku, który prowadził do 2002, również w tym czasie pomagał trenować młodzieżową reprezentację Azerbejdżanu. Od 2002 pomagał trenować Dinamo Baku, a w 2004 ponownie stał na czele klubu. Od 2004 do 2009 pracował w sztabie szkoleniowym narodowej reprezentacji Azerbejdżanu. W 2005 prowadził Qarabağ Ağdam. Od 2007 do 2010 pomagał trenować İnter Baku, a potem pracował jako asystent trenera w kazachskim FK Atyrau. W lipcu 2011 został mianowany na stanowisko głównego trenera AZAL PFK Baku, którym kierował do listopada 2012.

## Sukcesy i odznaczenia

### Sukcesy piłkarskie
Turan Tovuz
- mistrz Azerbejdżanu: 1993/94
- brązowy medalista mistrzostw Azerbejdżanu: 1992, 1993